# Caverna de Sfentoni
Sfentoni (grego: Σφεντόνη) é uma caverna localizada nas proximidades da vila cretense de Zoniana. Possui cerca de 3000 m² e é dominada por estalactites e estalagmites e está sob supervisão de um órgão privado que vende ingressos para que os visitantes tenham acesso a caverna. Adicionalmente, o valor pago dá direito ao visitante de adentrar a caverna juntamente com um guia.
Há um caminho pavimentado que leva os visitantes a entrada da caverna. Esta que inicialmente possuía apenas 1 m de largura, foi ampliada devido ao grande fluxo de visitantes. No interior da caverna foram criados passarelas metálicas com cordas para apoio. Dentro da caverna há abundância em animais. Muitos deles são incolores e/ou cegos e alimentam-se, no geral, dos excrementos produzidos pelos morcegos que habitam o teto da caverna ou de restos de animais que possam ter entrado na caverna e teriam morrido antes de encontrar a saída.
Desde a antiguidade a caverna é utilizada como esconderijo. Em certa ocasião, um revolucionário cretense de nome Sfentonis (possivelmente o nome da caverna originou-se do nome deste homem), escondeu-se na caverna. Um jovem, num dado dia, ao avista Sfentonis cozinhando uma carne pede a ele um pouco de seu alimento e ele, tomado pelo medo de ser denunciado, mata o rapaz com um chute. Uma ossada de um jovem encontrada no interior da caverna pode, possivelmente, ser do rapaz assassinado por Sfentonis.

## Lenda
Rege uma lenda local que na caverna havia uma fada que todos os dias saia de sua residência para beber água de uma nascente das proximidades. Um pastor, que muitas vezes tinha avistado a fada, tomado pelo desejo e curiosidade, prostrou-se diante da entrada da entrada da caverna até que a mesma saísse. Quando ela saiu o pastor lançou-lhe uma pedra com seu estilingue. Ferida, esta consegue escapar e esconder-se na caverna. Segundo outra versão o pastor aproximou-se da fada de modo a beijá-la. A fada, desde que ela fosse embora, daria a ele uma bobina especial de seda que nunca acabaria, no entanto, enfeitiçado por sua beleza ele não atende seu pedido e tenta beijá-la e, como castigo, a fada lança sobre ele e sua família "a maldição das mãos trêmulas".